# Lycosa fernandezi
Lycosa fernandezi este o specie de păianjeni din genul Lycosa, familia Lycosidae. A fost descrisă pentru prima dată de F. O. P.-cambridge, 1899.
Este endemică în Juan Fernández Is.. Conform Catalogue of Life specia Lycosa fernandezi nu are subspecii cunoscute.